# 奥名田村
奥名田村（おくなたむら）は福井県遠敷郡にあった村。現在の大飯郡おおい町の南部、名田庄地区の西部にあたる。

## 地理
- 山岳 ： 頭巾山
- 河川 ： 南川

## 歴史
- 1889年（明治22年）4月1日 - 町村制の施行により、納田終村、奥坂本村、口坂本村、井上村、西谷村、中村及び下村の区域をもって、奥名田村が発足する。
- 1953年（昭和28年）9月25日 - 昭和28年台風第13号の接近に伴い村へ通じる道路、通信網が寸断。翌々日9月27日になっても音信不通の状態となった。このことから付近の知三村とともに「山津波」で全滅したと疑われる[1]。
- 1955年（昭和30年）1月1日 - 知三村及び奥名田村が合併して、名田庄村がする。

## 交通

### 道路
- 国道162号